# ヘンリー・レヴィン
ヘンリー・レヴィン（Henry Levin、1909年6月5日 - 1980年5月1日）は、アメリカ合衆国の映画監督。

## 主な監督作品
- かけろ!チャンピオン
- ゴールド・ハンター
- ドラゴンを消せ!
- ならず者たち
- サイレンサー第3弾／待伏部隊
- サイレンサー第2弾／殺人部隊
- 殺しのビジネス
- ジンギス・カン
- 翼のリズム
- 不思議な世界の物語
- 電話にご用心
- アラジンと女盗賊
- ボーイハント
- リオの若い恋人たち
- 地底探険
- バーナディン
- 四月の恋
- ロンリーマン
- 覆面の騎士
- 非情のカード
- 高原の三銃士
- 真紅の女
- 続 一ダースなら安くなる
- ジョルスン再び歌う
- コロラド
- 墓標なき亡霊
- 新モンテ・クリスト
- 戦うロビン・フッド
- 狼人間の絶叫